# Felipe Olivares
Felipe Olivares fue un futbolista mexicano, creció en la calle Bellavista por el rumbo de Tacubaya, albañil de oficio. Olivares participó en la Copa Mundial de Fútbol de 1930. Vistió la camiseta de Club de Fútbol Atlante.

## Participaciones en Copas del Mundo
| Mundial                        | Sede    | Resultado    |
| ------------------------------ | ------- | ------------ |
| Copa Mundial de Fútbol de 1930 | Uruguay | Primera Fase |